# Mazurka's (Chopin)

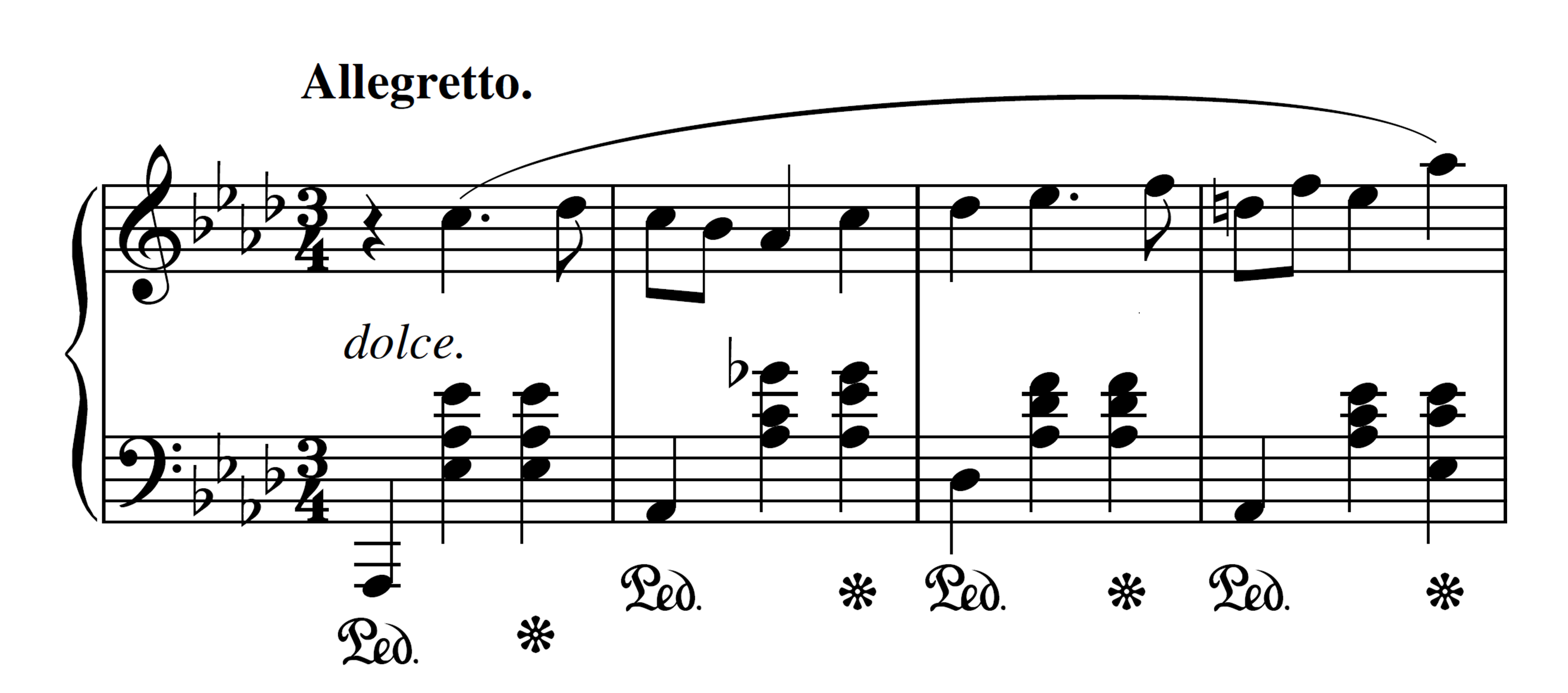
Openingsmaten van de mazurka in As majeur op. 59 nr. 2.

Gedurende zijn leven schreef de Poolse componist Frédéric Chopin niet minder dan 69 mazurka's, waarvan er 45 werden gepubliceerd tijdens zijn leven; 13 mazurka's werden postuum gepubliceerd.
De mazurka's van Chopin, gecomponeerd tussen 1825 en 1849, zijn gebaseerd op de gelijknamige traditionele Poolse volksdans (aangeduid als mazur in het Pools), maar werden door de componist omgevormd tot een eigen muzikaal genre. De mazurka's met een opusnummer zijn gebundeld in reeksen van 3 tot 5 werken, elk aangeduid met een individueel nummer.

## Lijst van mazurka's met een opusnummer
| Opusnummer | Individueel nummer | Toonaard           | Compositiejaar | Publicatiedatum |
| ---------- | ------------------ | ------------------ | -------------- | --------------- |
| Opus 6     | 1–4                | F♯m, C♯m, E, E♭m   | 1830           | 1832            |
| Opus 7     | 5–9                | Bes, Am, Fm, As, C | 1830-1831      | 1832            |
| Opus 17    | 10–13              | Bes, Em, As, Am    | 1832-1833      | 1834            |
| Opus 24    | 14–17              | Gm, C, As, B♭m     | 1834-1835      | 1836            |
| Opus 30    | 18–21              | Cm, Bm, Des, C♯m   | 1836-1837      | 1837            |
| Opus 33    | 22–25              | G♯m, D, C, Bm      | 1837-1838      | 1838            |
| Opus 41    | 27                 | Em                 | 1838           | 1840            |
| Opus 41    | 26, 28–29          | C♯m, B, As         | 1839           | 1840            |
| Opus 50    | 30–32              | G, As, C♯m         | 1841-1842      | 1842            |
| Opus 56    | 33–35              | B, C, Cm           | 1843           | 1844            |
| Opus 59    | 36–38              | Am, As, F♯m        | 1845           | 1846            |
| Opus 63    | 39–41              | B, Fm, C♯m         | 1846           | 1847            |
| Opus 67    | 42, 44             | G, C               | 1835           | 1855            |
| Opus 67    | 45                 | Am                 | 1846           | 1855            |
| Opus 67    | 43                 | Gm                 | 1849           | 1855            |
| Opus 68    | 47                 | Am                 | 1827           | 1855            |
| Opus 68    | 48                 | F                  | 1829           | 1855            |
| Opus 68    | 46                 | C                  | 1829           | 1855            |
| Opus 68    | 49                 | Fm                 | 1849           | 1855            |

4 mazurka's, opus 6 · 5 mazurka's, opus 7 · 4 mazurka's, opus 17 · 4 mazurka's, opus 24 · 4 mazurka's, opus 30 · 4 mazurka's, opus 33 · 4 mazurka's, opus 41 · 3 mazurka's, opus 50 · 3 mazurka's, opus 56 · 3 mazurka's, opus 59 · 3 mazurka's, opus 63 · 4 mazurka's, opus 67 · 4 mazurka's, opus 68